# Смрт у рају (11. сезона)
Једанаеста сезона британске полицијске крими-драмедије Смрт у рају емитована је од 26. децембра 2021. до 25. фебруара 2022. године на каналу BBC One.

## Опис
У 2. епизоди се екипи придружила наредница Наоми Томас. Половином сезоне, Флоренс одлази у заштиту сведока, а на њено место је унапређена Наоми док је на Наомино старо место дошла Двејнова бивша девојка Дарлин Куртис.

## Улоге

### Главне
- Ралф Литл као ДИ Невил Паркер
- Жозефин Жобер као ДН Флоренс Касел (епизоде 1−5)
- Дон Варингтон као начелник Селвин Патерсон
- Таџ Мајлс као позорник Марлон Прајс
- Шантол Џексон као наредница/ДН Наоми Томас (епизоде 2−9)
- Џини Холдер као позорница Дарлин Куртис (епизоде 6−9)
- Елизабет Буржин као Кетрин Бордеј

### Гостујуће
- Дени Џон-Џулс као позорник Двејн Мајерс (епизода 1)

## Епизоде
| Бр. еп. (укупно) | Бр. еп. (у сезони) | Наслов                     | Редитељ    | Сценариста                 | Премијера          | Гледаност у Британији (милиони) |
| --- | ------------------ | -------------------------- | ---------- | -------------------------- | ------------------ | ------------------------------- |
| 81 | 1                  | "Божић у рају"             | Бен Келет  | Џејмс Хол                  | 26. децембар 2021. | 7,93                            |
| Филип Карлтон, богати бродски магнат, пронађен је мртав на плажи на божићној забави, очигледно после самоубиства. Ствари постају чудније када је лондонски таксиста Колин Бебкок добио божићну честитку са Сент Мерија у којој се тврди да је Карлтон убијен. Ово подстиче начелника Патерсона да нареди детективу Паркеру, који се спремао да се врати кући у Манчестер за Божић, да истражи породицу. Начелник такође регрутује пензионисаног позорника Двејна Мајерса да му помогне док је детективка наредница Касел одсутна и проводи време са својом породицом. Осумњичени су Карлтонова жена, њен љубавник, његова бивша супруга, Карлтонова ћерка и његов дугогодишњи запослени Брус Гарет. Ствари су се усложиле када се Колин Бебкок појавио на Сент Мерију са божићном честитком, а неко је покушао да га убије. Док је био на видео позиву са Флоренсом, Невил је позива да изађу, али екран рачунара се замрзао, што га је спречило да види њену реакцију.       |                    |                            |            |                            |                    |                                 |
| 82 | 2                  | "Последњи позив за Оноре"  | Џени Падон | Роберт Торогуд             | 7. јануар 2022.    | 8,25                            |
| Габријел Тејлор је пронађен мртав, избоден, поред телефонске говорнице усред ничега. Паркер и екипа откривају да је то била последња фаза разрађене шеме за таоце. Тејлорова ћерка је била отета и он је следио упутства отмичара до краја и његова ћерка је пуштена. Телефонска говорница је била место за коначну потврду њеног ослобађања пошто је предала новац. Паркер мора да се удуби у породичну историју дубоко побожног оца, мајке која је била наркоманка и служила затворску казну, ћерке и њеног дечка које родитељи нису волели, а са мајчине прошлости после 10 година пуштен са робије затвореник који јој је био дечко и дилер дроге и окривљује Тејлора за његово затварање. Флоренс каже Невилу да јој је стало до њега, али жели да буде само добри пријатељи. Пошто је загонетка решена, екипа је запрепашћена вестима да је један од невино осумњичених Отис убијен на Јамајци.                                                                         |                    |                            |            |                            |                    |                                 |
| 83 | 3                  | "Двоструки баук"           | Џени Падон | Кевин Рандл и Џејмс Хол    | 14. јануар 2022.   | 7,66                            |
| Конора Феркрофта посећује брат Бредли на Сент Мерију. Конор, његова супруга Холи и њихов син Џејк поседују голф терен са острвљанком Десретом на челу. Десрета је чула како се Конор и Бредли свађају, а Холи касније зове телефоном Бредли који прво прича о Конору, а затим почиње да разговара са Конором – преклиње га да нешто спусти пре него што је очигледно више пута упуцан. Холи и Џејк јуре напоље и проналазе Бредлија погођеног у главу, а када је полиција стигла, у Коноровом закључаном ормарићу проналазе окрвављену палицу за голф. Међутим, Конора је снимила камера током целог телефонског разговора па ко је заправо убио Бредлија Феркрофта и намештао његовом брату? У међувремену, Невилу је тешко да одржи добар радни однос са Флоренс пошто су пристали да остану пријатељи због чега је одложио Наомино увођење, а Наоми такође открива да је Марлон млади преступник. Флоренс се такође разматра за тајни задатак да открије ко је убио Отиса. |                    |                            |            |                            |                    |                                 |
| 84 | 4                  | "Смрт на лету"             | Леон Лопез | Ијан Џарвис                | 21. јануар 2022.   | 7,81                            |
| Висококвалитетни медијски утицајни Зек Огилви организовао је групни скок падобраном како би дочекао нову чланицу компаније Алесу. Зек инсистира на прескакању тачке са великим ризиком од ветра, али на крају сам скаче пошто су други одбили да искористе прилику. Они безбедно скачу назад у базу, а затим позивају полицију јер се Зек није јављао када су га звали. Пар на меденом месецу проналази његово тело на дрвету - избодено насмрт. Пошто је он превисоко од земље да би га било који убица могао да досегне, а снимак на којем се види Зек како скаче из авиона, онда је једина очигледна могућност да је избоден у ваздуху и тако небо постаје њихово место злочина. У међувремену, Флоренс је изабрана да на тајном задатку брине о ћерки Миранде Присли, вође нарко клана. Међутим, она се плаши да крене јер њен страх потиче од једног места на које никада није желела да се врати - где је рањена.                                                       |                    |                            |            |                            |                    |                                 |
| 85 | 5                  | "На тајном задатку и крај" | Леон Лопез | Џејмс Хoл и Роберт Торогуд | 28. јануар 2022.   | 7,55                            |
| Флоренс се успешно убацила у најужи круг Миранде Присли, представљајући се као Селест, бебиситерка за малу Долорес. Неочекивано, Миранда организује да се заједно сестром Карин врате на Сент Мери и посете извесног Харлија Џозефа. Флоренс је била сведокиња како су се Миранда и Харли свађали, а затим ју је пробудила пуцњава током ноћи, али се суочила са Мирандом и рекла јој да се врати у кревет. Следећег дана Харли је пронађен мртав и екипа је приморана да истражује, а да не открива Флоренс. |                    |                            |            |                            |                    |                                 |
| 86 | 6                  | "Аналгетик трилер"         | Тоби Фроу  | Ашер Пајри и Џејмс Хол     | 4. фебруар 2022.   | 7,36                            |
| Ајана је позната певачица и бивша наркоманка, сада чиста и на рехабилитацији. Ајана је пронађена мртва у својој соби пошто је имала алергијску реакцију на аспирин који јој је дат уместо уобичајених лекова. За Двејнову бившу девојку и Селвинову пријатељицу Дарлин Куртис је откривено да је та која је наводно помешала лекове упркос томе што аспирин није био подељен. Не верујући да је Дарлин убила Ајану, екипа се обраћа осталим осумњиченима: њеној мајци, њеном лекару, другим пацијентима и њеном тајанственом уходи. У међувремену, Невилова сестра Изи изненада посећује острво, а Наоми је привремено унапређена у ДН након Флоренсиног одласка, али се пита шта би се десило када би могла да буде ДН за стално. |                    |                            |            |                            |                    |                                 |
| 87 | 7                  | "Убиство преко телефона"   | Тоби Фроу  | Ема Гудвин                 | 11. фебруар 2022.  | 7,15                            |
| Група људи, међу којима је била и Ив Вајлдинг, посећује Сент Мери како би расула пепео свог пријатеља. Док је била у хотелу, Ив излази напоље и телефонира полицији, пријављујући убиство. Када су Невил и екипа стигли, проналазе Ив задављену и бачену у базен, али Наоми је успела да је реанимира иако је остала без свести. Екипа се пита чије је убиство покушавала да пријави и шта се догодило јер је једини начин да се дође до базена био кроз собу, а осумњичени никада нису излазили из вида. У међувремену, Невил је и даље изнервиран присуством своје сестре Изи на острву, а Дарлин постаје ометена због тога што неко није испоручио њихове свадбене надстрешнице, али открива нешто што би могло да реши случај. |                    |                            |            |                            |                    |                                 |
| 88 | 8                  | "Лирско убиство"           | Рут Карни  | Џилијан Менион             | 18. фебруар 2022.  | 7,36                            |
| Реге реп звезда 'Т' или Трентон Ајзак прави концерт на Сент Мерију. Његова подршка Дешон је био на сцени када је приметио некога иза бине − особу која вади пиштољ и гаси светла. Када су се светла поново упалила, Трентон је погођен у главу са изненађујућом прецизношћу. Тајанствена фигура је убрзо откривена и познато је да има саучесника, а Марлон је је запрепашћен када је сазнао да су били неки његови стари пријатељи. У међувремену, Невил се бори са Изином одлуком да се породи на Сент Мерију, а да оцу детета не каже да је трудна и тражи од Кетрин да јој помогне. |                    |                            |            |                            |                    |                                 |
| 89 | 9                  | "Смрт пијуна"              | Рут Карни  | Џејмс Хол                  | 25. фебруар 2022.  | 7,08                            |
| Познати шахиста, који је тајанствено напустио шах неколико година раније, убијен је на повратничкој шаховској партији пред масом. Група је под притиском јавности стања. Могући осумњичени су арбитар, противнички играч, блиски пријатељ и новинар. Новинарка је бивша жена начелника Патерсона Меги Харпер која открива тајну која ће му заувек променити живот. Невил такође покушава да се да направи налог на друштвеној мрежи. |                    |                            |            |                            |                    |                                 |